# Toejam & Earl
ToeJam & Earl är en serie TV-spel i genren action/äventyr till systemet Sega Mega Drive. Det första spelet släpptes den 12 mars 1992 i Nordamerika. Spelet går ut på att styra två utomjordingar från planeten Funkotron som kraschlandat på jorden i sin jakt på rymdskeppdelar.

## Figurerna
- ToeJam är en smal trebent utomjording med snigelliknande ögon. Han bär en vit keps och vit-svarta skor. Han har också ett stort halsband som det står TJ på. Tack vare sina tre ben är han snabbare än Earl.
- Earl, eller Big Earl som han kan kallas, är en orange utomjording som har solglasögon och blåa shorts. Tack vare sin storlek har han fler liv än ToeJam.

## ToeJam & Earl
Originalspelet Toejam & Earl är ett tvådimensionellt actionspel. Själva handlingen i spelet startar med att ToeJam låter Earl köra deras rymdskepp vilket leder till att de krockar med en asteroid och kraschar på jorden. För att ta sig hem till planeten Funkotron måste de söka efter delarna till sitt skepp som spridits över planeten. Under sin jakt stöter de på en hel del skumma jordbor såsom galna tandläkare och hula-hula-dansöser som försvårar letandet.